# NBA All-Star Game 1981
L'NBA All-Star Game 1981, svoltosi a Richfield (Ohio), vide la vittoria finale della Eastern Conference sulla Western Conference per 123 a 120.
Nate Archibald, dei Boston Celtics, fu nominato MVP della partita.

## Squadre

### Western Conference
| Western Conference  |                     |     |     |     |     |     |     |     |     |
| Giocatore           | Squadra             | MIN | FGM | FGA | FTM | FTA | RIM | AST | PT  |
| Walter Davis        | Phoenix Suns        | 22  | 5   | 9   | 2   | 2   | 7   | 1   | 12  |
| Adrian Dantley      | Utah Jazz           | 21  | 3   | 9   | 2   | 2   | 5   | 0   | 8   |
| Kareem Abdul-Jabbar | Los Angeles Lakers  | 23  | 6   | 12  | 3   | 3   | 4   | 3   | 15  |
| Paul Westphal       | Seattle SuperSonics | 25  | 8   | 12  | 3   | 3   | 4   | 3   | 19  |
| George Gervin       | San Antonio Spurs   | 24  | 5   | 9   | 1   | 2   | 3   | 0   | 11  |
| Jamaal Wilkes       | Los Angeles Lakers  | 25  | 6   | 12  | 3   | 3   | 8   | 3   | 15  |
| Moses Malone        | Houston Rockets     | 22  | 3   | 8   | 2   | 4   | 6   | 3   | 8   |
| Truck Robinson      | Phoenix Suns        | 21  | 3   | 6   | 0   | 0   | 5   | 2   | 6   |
| Jack Sikma          | Seattle SuperSonics | 21  | 2   | 5   | 2   | 2   | 4   | 4   | 6   |
| Dennis Johnson      | Phoenix Suns        | 24  | 5   | 8   | 9   | 10  | 2   | 1   | 19  |
| Otis Birdsong       | Kansas City Kings   | 12  | 0   | 3   | 1   | 2   | 1   | 1   | 1   |
| Totale              |                     | 240 | 46  | 90  | 28  | 33  | 51  | 22  | 120 |
| All. John MacLeod   | Phoenix Suns        |     |     |     |     |     |     |     |     |

MIN: minuti. FGM: tiri dal campo riusciti. FGA: tiri dal campo tentati. FTM: tiri liberi riusciti. FTA: tiri liberi tentati. RIM: rimbalzi. AST: assist. PT: punti

### Eastern Conference
| Eastern Conference     |                     |     |     |     |     |     |     |     |     |
| Giocatore              | Squadra             | MIN | FGM | FGA | FTM | FTA | RIM | AST | PT  |
| Larry Bird             | Boston Celtics      | 18  | 1   | 5   | 0   | 0   | 4   | 3   | 2   |
| Julius Erving          | Philadelphia 76ers  | 29  | 6   | 15  | 6   | 7   | 3   | 2   | 18  |
| Artis Gilmore          | Chicago Bulls       | 19  | 5   | 7   | 1   | 2   | 6   | 2   | 11  |
| Eddie Johnson          | Atlanta Hawks       | 28  | 7   | 12  | 2   | 3   | 2   | 2   | 16  |
| Reggie Theus           | Chicago Bulls       | 19  | 4   | 7   | 0   | 0   | 1   | 3   | 8   |
| Nate Archibald         | Boston Celtics      | 25  | 4   | 7   | 1   | 3   | 5   | 9   | 9   |
| Robert Parish          | Boston Celtics      | 25  | 5   | 18  | 6   | 6   | 10  | 2   | 16  |
| Bobby Jones            | Philadelphia 76ers  | 16  | 5   | 11  | 1   | 1   | 4   | 0   | 11  |
| Marques Johnson        | Milwaukee Bucks     | 19  | 1   | 2   | 5   | 6   | 4   | 2   | 7   |
| Micheal Ray Richardson | New York Knicks     | 24  | 5   | 7   | 1   | 2   | 5   | 3   | 11  |
| Mike Mitchell          | Cleveland Cavaliers | 15  | 6   | 12  | 2   | 2   | 4   | 2   | 14  |
| Totale                 |                     | 240 | 49  | 103 | 25  | 32  | 48  | 30  | 123 |
| All. Billy Cunningham  | Philadelphia 76ers  |     |     |     |     |     |     |     |     |

MIN: minuti. FGM: tiri dal campo riusciti. FGA: tiri dal campo tentati. FTM: tiri liberi riusciti. FTA: tiri liberi tentati. RIM: rimbalzi. AST: assist. PT: punti